# Denys Sjmyhal
Denys Anatolijovytj Sjmyhal (ukrainsk: Денис Анатолійович Шмигаль; født 15. oktober 1975 i Lviv, Ukrainske Socialistiske Sovjetrepublik) er en ukrainsk embedsmand og politiker. Siden den 4. marts 2020 er han Ukraines premierminister.

## Liv
I 1997 bestod han et studium i økonomi ved det tekniske universitet i Lviv.

## Ekstern henvisning
- Wikimedia Commons har flere filer relateret til Denys Sjmyhal
- Facebookkonto: 100008190666291